# Francisco de Barrionuevo
Francisco de Barrionuevo (Soria, Corona de Castilla, ca. 1503 – f. Imperio español, después de 1542) fue un militar y encomendero español que ocupó el cargo de gobernador de Castilla del Oro desde 1533 hasta 1536, con jurisdicción sobre la mayor parte del actual territorio de Panamá y gran parte de la vertiente del Pacífico de la actual Costa Rica.

## Biografía
Francisco de Barrionuevo había nacido hacia 1503 en la ciudad de Soria de Castilla la Vieja que formaba parte de la Corona castellana.
Estuvo inicialmente en Puerto Rico, donde fue encomendero de la productiva isla de Mona. También luchó en la isla La Española contra  el célebre rey Enriquillo. Sostuvo un largo litigio con el obispo de Puerto Rico, monseñor Alonso Manso, que pretendía despojarle de su rica encomienda.
Nombrado gobernador de Castilla del Oro en el año 1532, recién llegó a Panamá el 20 de diciembre de 1533. Durante su administración se intentó la repoblación de Acla y de Santa María la Antigua del Darién, y el capitán Julián Gutiérrez trató de colonizar la región de Urabá, lo cual produjo un choque de jurisdicción entre las autoridades de Panamá y las de Cartagena de Indias.
Ejerció el cargo de gobernador hasta el 31 de agosto de 1536, siendo sucedido por Pedro Vázquez de Acuña desde el 1º de septiembre del mismo año.
Posteriormente el capitán Francisco de Barrionuevo se trasladó al Virreinato de Nueva España y participó en una expedición al actual territorio de Nuevo México, contactando con el Pueblo de Taos en 1541.